# Влодовице (гмина)
Влодовице (пол. Włodowice) — сельская гмина (волость) в Польше, входит как административная единица в Заверценский повет, Силезское воеводство. Население — 5278 человек (на 2004 год).

## Демография
| Перепись                       | Всего   | Всего | Женщины | Женщины | Мужчины | Мужчины |
| ------------------------------ | ------- | ----- | ------- | ------- | ------- | ------- |
| Единицы                        | человек | %     | человек | %       | человек | %       |
| Население                      | 5278    | 100   | 2701    | 51,2    | 2577    | 48,8    |
| Плотность населения (чел./км²) | 69,2    | 69,2  | 35,4    | 35,4    | 33,8    | 33,8    |

## Поселения
1. Гура-Влодовска
2. Хуциско
3. Копанины
4. Морско
5. Паркошовице
6. Рудники
7. Жендковице
8. Скалка
9. Влодовице
10. Здув

## Соседние гмины
1. Гмина Крочице
2. Мышкув
3. Гмина Негова
4. Заверце
5. Гмина Жарки